# Cheick Kongo
Cheick Guillaume Ouedraogo, meglio conosciuto come Cheick Kongo (Sevran, 17 maggio 1975), è un lottatore di arti marziali miste francese di origini burkinabè e congolesi.
Combatte nella categoria dei pesi massimi per la promozione statunitense Bellator, nella quale ha vinto il torneo dei pesi massimi della nona stagione nel 2013 e nel 2014 è stato un contendente al titolo venendo sconfitto dal campione in carica Vitaly Minakov.
In precedenza ha combattuto per quasi 7 anni nella prestigiosa UFC con un record parziale nella promozione di 11-6-1.
Attualmente si allena con Quinton "Rampage" Jackson e Michael Bisping alla Wolfslair MMA Academy.

## Carriera nelle arti marziali miste
Il 10 giugno 2001, Kongo iniziò la sua carriera professionistica mandando KO Doog Ward. Kongo seguì quella vittoria con quella per TKO su Dave van der Veen. La prima sconfitta in carriera giunse al terzo combattimento contro Rodney Faverus per decisione. Nei primi del Pride Fighting Championships si allenò con Anderson Silva e Wanderlei Silva.

### Ultimate Fighting Championship
Kongo entrò nell'UFC per combattere contro Gilbert Aldana a UFC 61 vincendo per TKO a causa dello stop del medico. Kongo infilò la seconda vittoria consecutiva in UFC contro il debuttante Christian Wellisch per KO grazie a delle ginocchiate prima di perdere con l'altro debuttante in UFC Carmelo Marrero a UFC 64. Successivamente, Kongo superò Assuerio Silva per decisione non unanime a UFC 70. Ad UFC 75, l'8 settembre 2007, ottenne una delle vittorie più prestigiose della carriera battendo "Cro Cop" Mirko Filipović per decisione unanime. In seguito combatté contro Heath Herring a UFC 82, perdendo per decisione non unanime. A UFC 87 sfidò il debuttante Dan "The Viking" Evensen e lo sconfisse per TKO nella prima ripresa.
Kongo lottò ad UFC 92 il 27 dicembre 2008 dove superò l'ex Cage Rage British Heavyweight champion Mustapha Al Turk per TKO. Kongo stese Al Turk con due destri e poi lo attaccò con feroce ground and pound attack, con gomitate e pugni, aprendogli un grande taglio sopra l'occhio. L'arbitro Steve Mazzagatti fermò il match al minuto 4:37 del primo round. Nel combattimento successivo superò Antoni Hardonk a UFC 97 per TKO al secondo round.
Con un preavviso di tre settimane, Kongo rimpiazzò Heath Herring ad UFC 99 per affrontare Cain Velasquez nel co-main event. Girò voce che in caso avesse sconfitto Velasquez, Kongo si sarebbe guadagnato una title shot per l'Heavyweight Championship contro il vincitore di UFC 100 tra Brock Lesnar e Frank Mir. Così non fu e Kongo perse contro Velasquez per decisione unanime in un match a senso unico. Ad ogni modo, il francese fu in grado di far vacillare Velasquez in due occasioni con due pugni diretti.
Ad UFC 107, Kongo affrontò Frank Mir. Durante la confereenza stampa pre-combattimento, Mir affermò che Kongo non sapeva lottare a terra, così alla cerimonia del peso, Cheick Kongo girò le spalle a Mir, mancandogli di rispetto. Mir vinse il match tramite una sottomissione. Dopo essere andato a segno con un montante che stese Kongo, Mir lo finì con una guillotine choke, rendendo Kongo incosciente dopo soli 72 secondi into dall'inizio del match.
Kongo sconfisse Paul Buentello il 21 marzo 2010 a UFC Live: Vera vs. Jones per sottomissione causata dai colpi ricevuti.
Successivamente, Kongo avrebbe dovuto affrontare il vincitore di The Ultimate Fighter 10, Roy Nelson, il 3 luglio 2010 a UFC 116 ma un infortunio alla schiena del francese causò la cancellazione dell'incontro.
Il combattimento seguente per Kongo fu contro l'imbattuto Travis Browne a UFC 120. Il risultato fu un pareggio unanime.
Kongo lottò contro Pat Barry il 26 giugno 2011 a UFC on Versus 4. Il suo match contro Barry divenne il main event quando Nate Marquardt non ricevetto il permesso medico per il suo debutto nei welterweight contro Rick Story. Durante l'incontro Kongo fu mandato al tappeto da un violento destro. Visibilmente stordito, Kongo si rialzò in piedi ma fu rigettato a terra dopo pochi secondi con un altro potente pugni. Malgrado l'essere finito al tappeto due volte, Kongo riuscì a mandare KO Barry con un preciso gancio destro e un uppercut assicurandosi la vittoria nella metà del primo round; tale vittoria venne premiata Comeback of the Year ai Fighters Only World MMA Awards nel 2011.
Kongo affrontò Matt Mitrione il 29 ottobre 2011 a UFC 137 vincendo per decisione unanime.
Nel 2012 venne sconfitto per KO tecnico da Mark Hunt in Giappone.
Lo stesso anno avrebbe dovuto affrontare Antônio Rodrigo Nogueira, ma quest'ultimo s'infortunò e venne sostituito da Shawn Jordan: Kongo vinse ai punti per decisione unanime dei giudici di gara.
Nel 2013 affrontò il numero 6 dei ranking UFC Roy Nelson venendo sconfitto per KO nel primo round; in seguito a tale sconfitta Kongo terminò il contratto con l'UFC e la promozione statunitense non propose un rinnovo dello stesso.

### Bellator Fighting Championships
Nel 2013 venne confermato il passaggio di Cheick Kongo ad un'altra promozione statunitense, ovvero la Bellator.
Esordisce in ottobre prendendo parte al torneo dei pesi massimi della nona stagione, dove in semifinale supera per KO tecnico il britannico Mark Godbeer.
La finale contro il brasiliano Vinicius "Spartan" Queiroz avrebbe dovuto svolgersi in novembre con l'evento Bellator CVI ovvero il primo pay per view nella storia della promozione, ma prima l'incontro venne spostato all'evento successivo e poi il match stesso venne annullato per un infortunio capitato a Queiroz, il quale venne sostituito dall'australiano Peter Graham: in finale Kongo s'impose senza grossi problemi sul kickboxer avversario e vinse il torneo dei pesi massimi.
Nell'aprile 2014 affrontò il campione in carica Vitaly Minakov, pluridecorato lottatore di sambo, venendo sconfitto per decisione unanime dei giudici di gara i quali assegnarono un punteggio di 48-46 all'avversario.
In maggio prende parte al primo pay per view nella storia della Bellator con l'evento Bellator CXX, dove sconfigge per KO tecnico Eric Smith.
In settembre sottomette durante la prima ripresa l'altro ex UFC Lavar Johnson.
Nel febbraio del 2015 perse ai punti contro il più piccolo di stazza Muhammed "King Mo" Lawal, un ex campione dei pesi mediomassimi Strikeforce.

## Risultati nelle arti marziali miste
| Risultato  | Record      | Avversario         | Metodo                                      | Evento                                 | Data              | Round | Tempo | Luogo                     | Note                                            |
| ---------- | ----------- | ------------------ | ------------------------------------------- | -------------------------------------- | ----------------- | ----- | ----- | ------------------------- | ----------------------------------------------- |
| Sconfitta  | 31-12-2 (1) | Ryan Bader         | Decisione (unanime)                         | Bellator 280                           | 6 maggio 2022     | 5     | 5:00  | Parigi, Francia           |                                                 |
| Vittoria   | 31–11–2 (1) | Sergei Kharitonov  | Sottomissione (rear-naked choke)            | Bellator 265                           | 20 agosto 2021    | 2     | 4:59  | Sioux Falls, Stati Uniti  |                                                 |
| Sconfitta  | 30-11-2 (1) | Timothy Johnson    | Decisione (non unanime)                     | Bellator 248                           | 10 ottobre 2020   | 3     | 5:00  | Parigi, Francia           |                                                 |
| No Contest | 30-10-2 (1) | Ryan Bader         | No Contest (ditata nell'occhio accidentale) | Bellator 226                           | 7 settembre 2019  | 1     | 3:52  | San Jose, Stati Uniti     | Per il titolo Bellator pesi massimi             |
| Vittoria   | 30-10-2     | Vitaly Minakov     | Decisione (unanime)                         | Bellator 216                           | 16 febbraio 2019  | 3     | 5:00  | Uncasville, Stati Uniti   | Eliminatorie per il titolo pesi massimi         |
| Vittoria   | 29-10-2     | Timothy Johnson    | KO (pugni)                                  | Bellator 208                           | 13 ottobre 2018   | 1     | 1:08  | Uniondale, Stati Uniti    |                                                 |
| Vittoria   | 28-10-2     | Javy Ayala         | KO (pugni)                                  | Bellator 199                           | 12 maggio 2018    | 1     | 2:29  | San Jose, Stati Uniti     |                                                 |
| Vittoria   | 27-10-2     | Augusto Sakai      | Decisione (non unanime)                     | Bellator 179                           | 19 maggio 2017    | 3     | 5:00  | Londra, Inghilterra       |                                                 |
| Vittoria   | 26-10-2     | Oli Thompson       | Decisione (unanime)                         | Bellator 172                           | 18 febbraio 2017  | 3     | 5:00  | San Jose, Stati Uniti     |                                                 |
| Vittoria   | 25-10-2     | Tony Johnson       | Decisione (maggioritaria)                   | Bellator 161                           | 16 settembre 2016 | 3     | 5:00  | Cedar Park, Stati Uniti   |                                                 |
| Vittoria   | 24-10-2     | Vinicius Queiroz   | Decisione (non unanime)                     | Bellator 150                           | 26 febbraio 2016  | 3     | 5:00  | Mulvane, Stati Uniti      |                                                 |
| Vittoria   | 23-10-2     | Alexander Volkov   | Decisione (unanime)                         | Bellator CXXXIX                        | 26 giugno 2015    | 3     | 5:00  | Mulvane, Stati Uniti      |                                                 |
| Sconfitta  | 22-10-2     | Muhammed Lawal     | Decisione (non unanime)                     | Bellator CXXXIV                        | 27 febbraio 2015  | 3     | 5:00  | Uncasville, Stati Uniti   |                                                 |
| Vittoria   | 22-9-2      | Lavar Johnson      | Sottomissione (rear naked choke)            | Bellator CXXIII                        | 5 settembre 2014  | 1     | 3:27  | Uncasville, Stati Uniti   |                                                 |
| Vittoria   | 21-9-2      | Eric Smith         | KO Tecnico (pugni)                          | Bellator CXX                           | 17 maggio 2014    | 2     | 4:35  | Southaven, Stati Uniti    |                                                 |
| Sconfitta  | 20-9-2      | Vitaly Minakov     | Decisione (unanime)                         | Bellator CXV                           | 4 aprile 2014     | 5     | 5:00  | Reno, Stati Uniti         | Per il titolo dei Pesi Massimi Bellator         |
| Vittoria   | 20-8-2      | Peter Graham       | Decisione (unanime)                         | Bellator CVII                          | 8 novembre 2013   | 3     | 5:00  | Thackerville, Stati Uniti | Vince il torneo dei Pesi Massimi Bellator IX    |
| Vittoria   | 19-8-2      | Mark Godbeer       | KO Tecnico (ginocchiate e pugni)            | Bellator CII                           | 4 ottobre 2013    | 2     | 2:04  | Visalia, Stati Uniti      | Torneo dei Pesi Massimi Bellator IX, Semifinale |
| Sconfitta  | 18-8-2      | Roy Nelson         | KO (pugno)                                  | UFC 159: Jones vs. Sonnen              | 27 aprile 2013    | 1     | 2:03  | Newark, Stati Uniti       |                                                 |
| Vittoria   | 18-7-2      | Shawn Jordan       | Decisione (unanime)                         | UFC 149: Faber vs. Barão               | 21 luglio 2012    | 3     | 5:00  | Calgary, Canada           |                                                 |
| Sconfitta  | 17-7-2      | Mark Hunt          | KO Tecnico (pugni)                          | UFC 144: Edgar vs. Henderson           | 26 febbraio 2012  | 1     | 2:11  | Saitama, Giappone         |                                                 |
| Vittoria   | 17–6–2      | Matt Mitrione      | Decisione (unanime)                         | UFC 137: Penn vs. Diaz                 | 29 ottobre 2011   | 3     | 5:00  | Las Vegas, Stati Uniti    |                                                 |
| Vittoria   | 16–6–2      | Pat Barry          | KO (pugno)                                  | UFC Live: Kongo vs. Barry              | 26 giugno 2011    | 1     | 2:39  | Pittsburgh, Stati Uniti   |                                                 |
| Parità     | 15–6–2      | Travis Browne      | Parità                                      | UFC 120: Bisping vs. Akiyama           | 16 ottobre 2010   | 3     | 5:00  | Londra, Regno Unito       |                                                 |
| Vittoria   | 15–6–1      | Paul Buentello     | KO Tecnico (Sottomissione alle gomitate)    | UFC Live: Vera vs. Jones               | 21 marzo 2010     | 3     | 1:16  | Broomfield, Stati Uniti   |                                                 |
| Sconfitta  | 14–6–1      | Frank Mir          | Sottomissione tecnica (ghigliottina)        | UFC 107: Penn vs. Sanchez              | 12 dicembre 2009  | 1     | 1:12  | Memphis, Stati Uniti      |                                                 |
| Sconfitta  | 14–5–1      | Cain Velasquez     | Decisione (unanime)                         | UFC 99: The Comeback                   | 13 giugno 2009    | 3     | 5:00  | Colonia, Germania         |                                                 |
| Vittoria   | 14–4–1      | Antoni Hardonk     | KO Tecnico (pugni)                          | UFC 97: Redemption                     | 18 aprile 2009    | 2     | 2:29  | Montréal, Canada          |                                                 |
| Vittoria   | 13–4–1      | Mostapha Al Turk   | KO Tecnico (gomitate e pugni)               | UFC 92: The Ultimate 2008              | 27 dicembre 2008  | 1     | 4:37  | Las Vegas, Stati Uniti    |                                                 |
| Vittoria   | 12–4–1      | Dan Evensen        | KO Tecnico (pugni)                          | UFC 87: Seek and Destroy               | 9 agosto 2008     | 1     | 4:55  | Minneapolis, Stati Uniti  |                                                 |
| Sconfitta  | 11–4–1      | Heath Herring      | Decisione (non unanime)                     | UFC 82: Pride of a Champion            | 1º marzo 2008     | 3     | 5:00  | Columbus, Stati Uniti     |                                                 |
| Vittoria   | 11–3–1      | Mirko Filipović    | Decisione (unanime)                         | UFC 75: Champion vs. Champion          | 8 settembre 2007  | 3     | 5:00  | Londra, Regno Unito       |                                                 |
| Vittoria   | 10–3–1      | Assuerio Silva     | Decisione (non unanime)                     | UFC 70: Nations Collide                | 21 aprile 2007    | 3     | 5:00  | Manchester, Regno Unito   |                                                 |
| Sconfitta  | 9–3–1       | Carmelo Marrero    | Decision (non unanime)                      | UFC 64: Unstoppable                    | 14 ottobre 2006   | 3     | 5:00  | Las Vegas, Stati Uniti    |                                                 |
| Vittoria   | 9–2–1       | Christian Wellisch | KO Tecnico (ginocchiata)                    | UFC 62: Liddell vs. Sobral             | 26 agosto 2006    | 1     | 2:51  | Las Vegas, Stati Uniti    |                                                 |
| Vittoria   | 8–2–1       | Gilbert Aldana     | KO Tecnico (stop medico)                    | UFC 61: Bitter Rivals                  | 8 luglio 2006     | 1     | 4:13  | Las Vegas, Stati Uniti    | Debutto in UFC                                  |
| Vittoria   | 7–2–1       | Dave Dalgliesh     | KO Tecnico (pugni)                          | RINGS Holland: Men of Honor            | 11 dicembre 2005  | 2     | -     | Utrecht, Paesi Bassi      |                                                 |
| Vittoria   | 6–2–1       | Gabor Nemeth       | KO (pugni)                                  | King of the Ring                       | 4 giugno 2005     | 2     | -     | Zagabria, Croazia         |                                                 |
| Sconfitta  | 5–2–1       | Gilbert Yvel       | KO Tecnico (Sottomissione ai pugni)         | It's Showtime 2004 Amsterdam           | 20 maggio 2004    | 2     | 4:40  | Amsterdam, Paesi Bassi    |                                                 |
| Vittoria   | 5–1–1       | Joop Kasteel       | KO (pugno)                                  | RINGS Holland: World's Greatest        | 4 aprile 2004     | 1     | 4:31  | Utrecht, Paesi Bassi      |                                                 |
| Vittoria   | 4–1–1       | Dave Vader         | Decisione (unanime)                         | RINGS Holland: The Untouchables        | 27 settembre 2003 | 3     | 2:00  | Utrecht, Paesi Bassi      |                                                 |
| Vittoria   | 3–1–1       | Hans Nijman        | Sottomissione (armbar)                      | It's Showtime 2003 Amsterdam           | 8 giugno 2003     | 2     | 0:59  | Amsterdam, Paesi Bassi    |                                                 |
| Parità     | 2–1–1       | Michael Knaap      | Parità                                      | It's Showtime – As Usual / Battle Time | 29 settembre 2002 | 2     | 5:00  | Haarlem, Paesi Bassi      |                                                 |
| Sconfitta  | 2–1         | Rodney Faverus     | Decisione (unanime)                         | RINGS Holland: Saved by the Bell       | 2 giugno 2002     | 2     | 5:00  | Amsterdam, Paesi Bassi    |                                                 |
| Vittoria   | 2–0         | Dave van der Veen  | KO Tecnico (ginocchiata volante)            | RINGS Holland: Some Like It Hard       | 2 dicembre 2001   | 2     | 1:25  | Utrecht, Paesi Bassi      |                                                 |
| Vittoria   | 1–0         | André Tete         | Sottomissione (heel hook)                   | RINGS Holland: No Guts, No Glory       | 10 giugno 2001    | 1     | 3:20  | Amsterdam, Paesi Bassi    |                                                 |

## Attività extra sportive
Nel 2013 fu nel cast del film Attila, diretto da Emmanuel Itier per la casa di film a basso costo The Asylum.
Suo cugino Fulgence Ouedraogo è un rugbista professionista che rappresentò la Francia a livello internazionale in due edizioni della Coppa del Mondo di rugby.